# Zauía

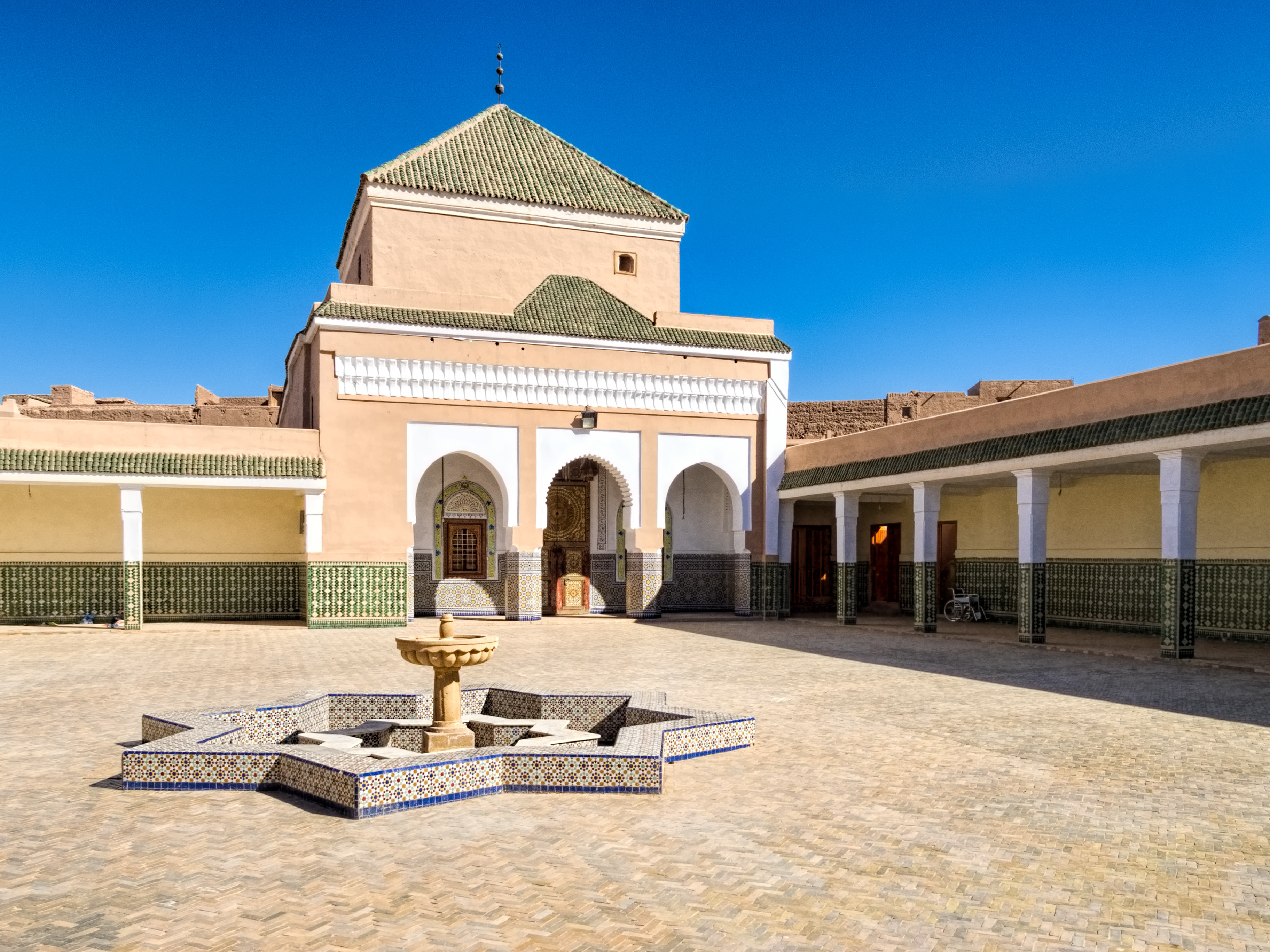
Zauía en Tamgrut (en el valle del Draa), fundada por el morabita Sidi Mohammed Ben Naceur.

Una zagüía o zauía (en árabe: زاوية‎ zāwīya; en francés, zaouia)es un edificio y una institución asociada con los sufíes en el mundo islámico, en particular en el Magreb y en el África Occidental, y antiguamente también en al-Ándalus (la España musulmana). Puede cumplir una variedad de funciones, como lugar de culto, escuela religiosa, monasterio, hospedería y/o mausoleo. En algunas regiones, el término es intercambiable con el término janqah, que tiene un propósito similar. En el Magreb, el término se utiliza a menudo para referirse a un lugar donde vivió y fue enterrado el fundador de una orden sufí o un santo local (por ejemplo, un wali). En el Magreb, la palabra también puede usarse para referirse a la tariqa más amplia (orden o hermandad sufí) y sus miembros.
En estos territorios, según Torres Balbás, la zagüía estaba formada por un edificio simple o compuesto, que normalmente estaba edificado en torno a un sepulcro venerado (de un santo o erudito musulmán), y que estaba destinada a la oración, al estudio del Corán y al retiro espiritual (de hecho, etimológicamente quiere decir 'rincón'). La zagüía es más parecida a una ermita, a veces con un cementerio anexo y con una fuente de agua o estanque en su interior.
Se confunde con la rábida, que es otra clase de edificio islámico, cuyas funciones se mezclan, aunque la rábida está amurallada por ser también militar-defensiva. Asimismo, la zauía podría equivaler a la madrasa, pero a diferencia de ésta, la zauía normalmente no ofrece estudios superiores, sino básicos. Además, madrasa es usado en todo el mundo islámico, mientras que zāwiya es exclusivo de los dialectos magrebíes.
Históricamente, las zagüías han servido para difundir el sufismo, que es la rama más «mística» del islam. Por extensión del término, «zauía» se puede referir tanto al edificio como a la corriente académica allí establecida.

## Terminología
Zagüía, zauía proviene del árabe زَاوِيَة zāwiya, quiere decir 'ángulo', 'rincón' (de la casa, del cuarto). En las fuentes españolas medievales queda registrado como çavia, azoía, çahuia, zauia o zagüía. En portugués, azoia.

## Por región

### Zāwiya en el Magreb

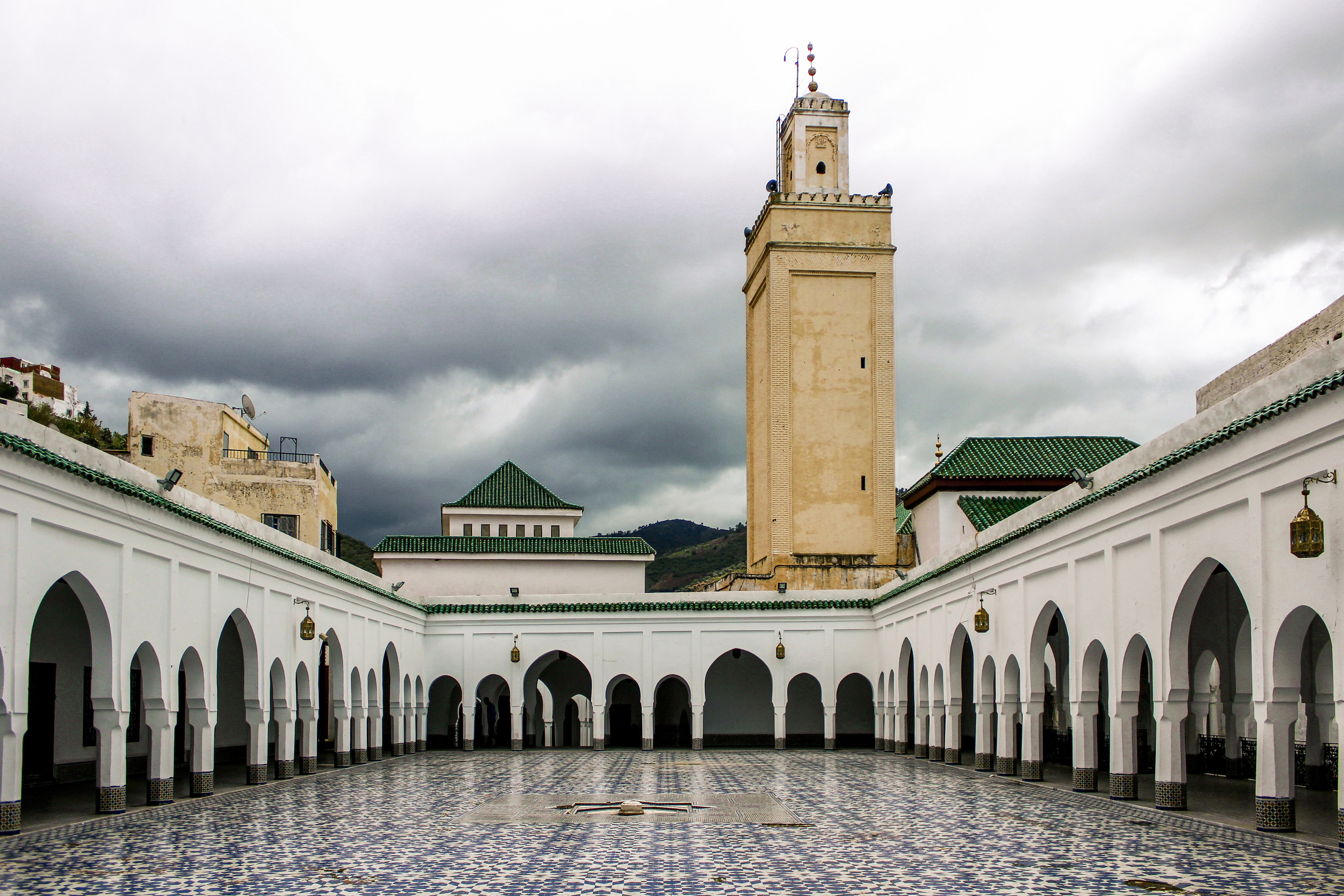
Un patio exterior de la zauía de Mulay Idrís.

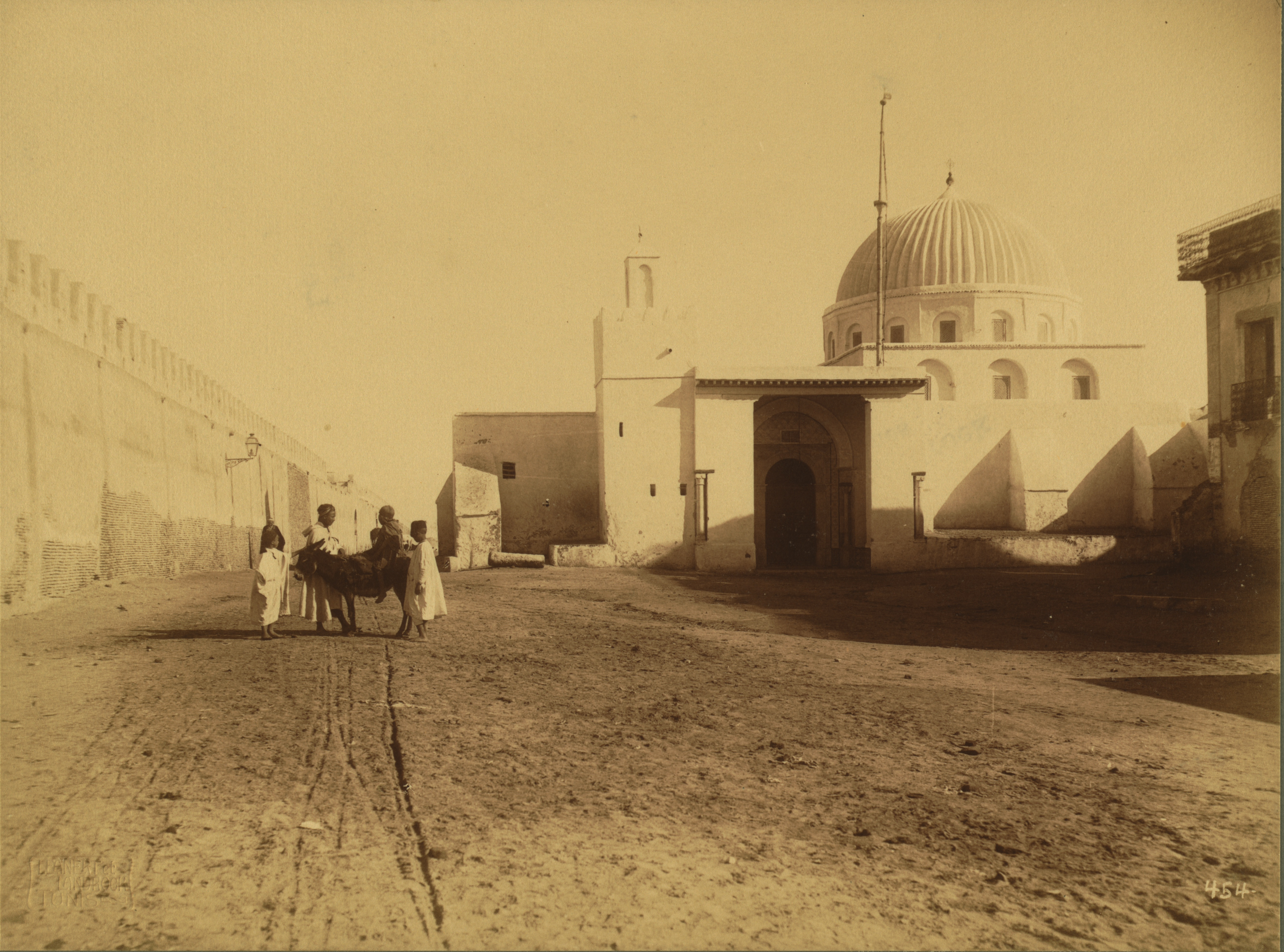
Una zauía a continuación de la muralla de la ciudad de Kairouan, Túnez, a comienzos del.

En la época precolonial, esta institución era una de las principales fuentes de educación en el área del Sáhara y el Sahel, proporcionando alfabetización básica a una importante proporción de niños, incluso en las zonas montañosas más remotas. Se acepta de modo generalizado que las tasas de alfabetización en Argelia en el momento de la colonización francesa en 1830 eran más altas que las de la propia Francia.
El currículo de estos centros escolares comenzaba con la memorización del alifato y posteriormente de breves suras (capítulos) del Corán. Si un estudiante estaba lo suficientemente interesado o era apto, progresaba y pasaba a estudiar leyes (fiqh), teología, gramática árabe (normalmente enseñada con el famoso resumen de Ibn Adŷurrum), matemáticas (principalmente en la medida en que pertenecía al complejo sistema legal de distribución de la herencia), y en ocasiones astronomía. Estos centros todavía se pueden encontrar en funcionamiento en el zonas remotas del Magreb, y siguen siendo una fuente educativa principal en el Sahel, desde Mauritania hasta Nigeria.

### Zagüía en la península ibérica
Con la conquista musulmana de Iberia, se introduce la zauía como espacio para el retiro espiritual y la oración. Su función es similar a la rábida (ribāṭ), e incluso se solían confundir ya en aquella época, pero la zauía carece del componente militar de la rábida. Los habitantes del reino nazarí solían acudir a las zahuías en ocasiones especiales, como la conmemoración del nacimiento del Profeta. 
Las zauías se organizaban en torno al sepulcro de un santo o erudito y contaban con necrópolis, y muchas de ellas impartían educación sufí, como la histórica zagüía de la familia banū Sīd Būna, en el Albaicín granadino. Las zagüías andalusíes que se han conservado hasta nuestros días son escasas; por ejemplo, la Capilla del cementerio de Aznalcóllar, Sevilla, se levantó sobre una antigua zagüía.
En castellano antiguo se puede encontrar escrito como çavia: « E quando el estava asy espantado, cato contra la çavia donde las puertas eran fechas en tal guisa que non ha omne en el mundo que podiese saber por do eran las junturas » (La Estoria de Merlin, Joseph de Abrimatia, circa 1313).
En Portugal, la freguesia de Azoia, que en 2013 se fusionó con la vecina Parceiros para conformar la freguesia de Parceiros e Azoia.

## Relación con el sufismo

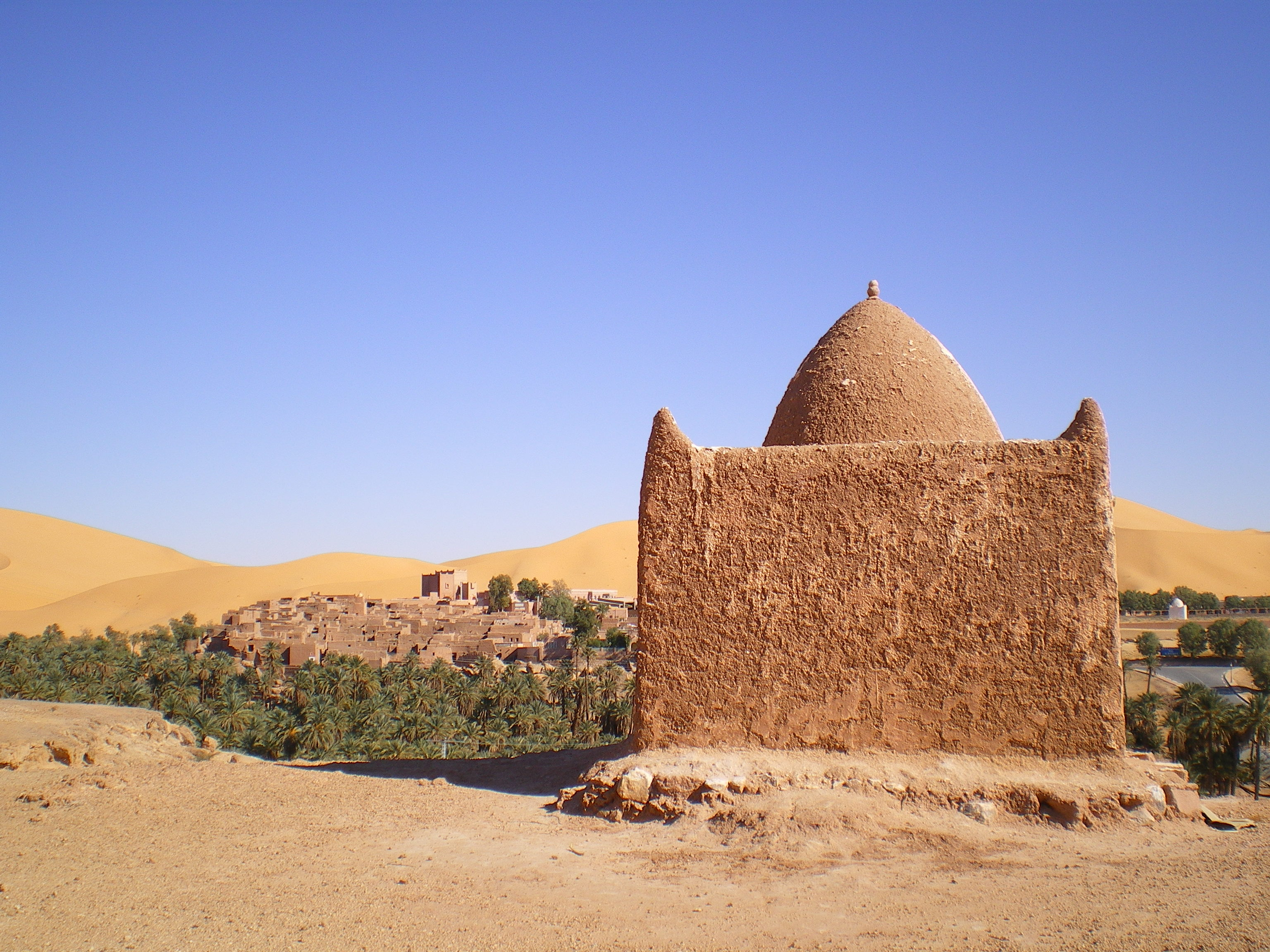
Zauías a la entrada de Taghirt, Argelia.

En el mundo árabe, «zauía» también puede hacer referencia a una logia sufí, equivalente al término janqa o darga utilizado en el mundo persa. Un ejemplo es la Hilaliyya Zawiya de Siria. Entre las zauías más conocidas del mundo contemporáneo se encuentra la de Lefka, en Chipre, que forma parte de la orden sufí de Naqshbandi. Existen multitud de extensiones o sub zauías afiliadas con esta zauías y que se diseminan por todo el mundo.

## Uso tribal
Entre los hassaníes, poblaciones que hablan árabe y que habitan Mauritania, Sahara Occidental, Marruecos, Malí y Argelia (con frecuencia llamados moros o saharauis), el término también se utiliza para significar un cierto tipo de tributo. Tradicionalmente la sociedad sahrawi estaba (y todavía está, hasta un cierto punto) estratificada en varias castas tribales. Entre ellas, las tribus guerreras Hassane gobernaban y extraían tributo (horma) de las tribus serviles znaga. Una casta intermedia estaba formada por los Zawāyā, o tribus de escolares, quienes facilitaban enseñanza y servicios religiosos. Esto no significa exactamente que se encargaran del mantenimiento de monasterios o escuelas tal y como se ha descrito más arriba, ya que todas estas tribus eran más o menos nómadas. No obstante, algunos jeques importantes terminaban por crear en ocasiones escuelas o, tras su muerte, su tumba se convertía en un lugar sagrado o de significado para su tribu.
Normalmente los Zawāyā eran descendientes te los bereberes sanhaya, mientras que los Hassane reivindican un linaje que parte de los árabes Beni Hassan. Incluso si las alianzas tribales y los matrimonios entre clanes han hecho que esta distinción sea difícil de mantener desde un punto de vista científico, culturalmente es importante. No obstante, a partir del siglo XIX la mayor parte de las tribus moras sahrawis han adoptado el dialecto árabe hassaniyya y han pasado a verse a sí mismas como árabes. En ocasiones, los roles Zawāyā y Hassane roles han evolucionado en función de la vitalidad militar y económica de cada tribu, lo que ha llevado a una redefinición gradual del rol de cada tribu y, simultáneamente, de su propia percepción desde un punto de vista religioso y étnico. Especialmente en las áreas Hassane del norte, esto es, en el actual Sahara Occidental, las tribus Zawāyāa se hacían equivaler más o menos a las tribus Chorfa, quienes se consideran descendientes del profeta Mahoma. En las áreas que corresponden aproximadamente a la Mauritania actual, este no era exactamente el caso. Aquí, el término "morabito" suele utilizarse como sinónimo de "Zawāyā" y de su sentido tribal.